# Romain Froment
Pas d'image ? Cliquez ici

a Compétitions nationales et continentales officielles uniquement.

b Matchs officiels uniquement.
Dernière mise à jour le 11 janvier 2025.
Romain Froment, né le 26 mai 1977 à Clamart (Hauts-de-Seine), est un joueur international français de rugby à XV jouant au poste de troisième ligne aile. 

## Biographie

### Carrière en club
Formé au Paris UC et au Racing Club de France, Romain Froment termine sa formation au Stade français Paris et commence sa carrière professionnelle avec ce club. En manque de temps de jeu, il rejoint le Castres olympique en 2001, où il devient un élément important,.
Il rejoint en 2006 la Section paloise en Pro D2. Il quitte le club 2010, et prend sa retraite de joueur professionnel,.
Il rechausse les crampons le temps d'une saison en 2012-2013, avec le FC Lourdes en Fédérale 1.

### Carrière en équipe nationale
Romain Froment est champion du monde universitaire en 2000.
Il joue avec l'Équipe de France A en 2002.
Il est sélectionné avec l'équipe de France en juin 2004, pour disputer une tournée en Amérique du Nord. Il joue son premier et unique test match le 3 juillet 2004 contre les États-Unis. Remplaçant, il joue 25 minutes de la rencontre,.

## Palmarès
- Vainqueur de la Coupe Frantz Reichel en 1999 avec le Stade français
- Vainqueur du Bouclier européen en 2003 avec le Castres olympique
- Vainqueur du Challenge Sud Radio en 2004 avec le Castres olympique